# Podmilj
Podmilj – wieś w Słowenii, w gminie Lukovica. W 2018 roku liczyła 59 mieszkańców.